# Charaxes antamboulou
Charaxes antamboulou is een vlinder uit de familie van de Nymphalidae. De wetenschappelijke naam van de soort is voor het eerst geldig gepubliceerd in 1872 door Lucas.